# Copa mauritana de futbol
La copa mauritana de futbol (francès: Coupe du Président de la République, ‘Copa del President de la República’) és la màxima competició futbolística per eliminatòries de Mauritània i segona en importància del país. Fou creada l'any 1976. S'anomenà Coupe Nationale de Football entre 1976 i 1991.

## Historial
Font:
| Any  | Campió              | Resultat              | Finalista           | Estadi                                 |
| ---- | ------------------- | --------------------- | ------------------- | -------------------------------------- |
| 1976 | Espoirs Nouakchott  | –                     |                     |                                        |
| 1977 | Espoirs Nouakchott  | –                     |                     |                                        |
| 1978 | Espoirs Nouakchott  | –                     |                     |                                        |
| 1979 | ACS Ksar            | –                     |                     |                                        |
| 1980 | no es disputà       | no es disputà         | no es disputà       | no es disputà                          |
| 1981 | ASC Garde Nationale | –                     |                     |                                        |
| 1982 | ASC Trarza          | –                     |                     |                                        |
| 1983 | Espoirs Nouakchott  | –                     |                     |                                        |
| 1984 | ASC Trarza          | –                     |                     |                                        |
| 1985 | ASC Police          | –                     |                     |                                        |
| 1986 | ASC Garde Nationale | –                     |                     |                                        |
| 1987 | AS Amical Douane    | –                     |                     |                                        |
| 1988 | ASC Air Mauritanie  | –                     |                     |                                        |
| 1989 | ASC Garde Nationale | –                     |                     |                                        |
| 1990 | ASC Air Mauritanie  | –                     |                     |                                        |
| 1991 | AS Amical Douane    | –                     |                     |                                        |
| 1992 | ASC SNIM            | 2 – 1                 | ASC PTT             |                                        |
| 1993 | ASC Sonader Ksar    | –                     |                     |                                        |
| 1994 | ASC Sonader Ksar    | –                     |                     |                                        |
| 1995 | ASC Air Mauritanie  | –                     |                     |                                        |
| 1996 | ASC Imraguens       | –                     |                     |                                        |
| 1997 | ASC Sonelec         | 2 – 0                 | ASC Garde Nationale |                                        |
| 1998 | ASC Sonelec         | 3 – 2                 | ASC Trarza          |                                        |
| 1999 | ASC Police          | 2 – 1                 | ASC Garde Nationale | Stade Olympique, Nouakchott            |
| 2000 | ASC Air Mauritanie  | 4 – 0                 | ASC Gendrim         | Stade Olympique, Nouakchott            |
| 2001 | ASC Garde Nationale | –                     |                     |                                        |
| 2002 | not held            | not held              | not held            | not held                               |
| 2003 | ASC Entente         | 1 – 0                 | ACS Ksar            | Stade Olympique, Nouakchott            |
| 2004 | FC Nouadhibou       | 1 – 0                 | ACS Ksar            | Stade Olympique, Nouakchott            |
| 2005 | ASC Entente         | 2 – 1 (pr.)           | JA ASC SOCOGIM      | Stade Olympique, Nouakchott            |
| 2006 | ASC Nasr de Sebkha  | 1 – 0                 | FC Trarza           | Stade Olympique, Nouakchott            |
| 2007 | ASC Mauritel        | 0 – 0 (pen: 4–2)      | ASC Garde Nationale | Stade Olympique, Nouakchott            |
| 2008 | FC Nouadhibou       | 1 – 0                 | ASC Nasr            | Stade Olympique, Nouakchott            |
| 2009 | ASAC Concorde       | 0 – 0 (pen: 5–4)      | ASC Tevragh-Zeïna   | Stade Olympique, Nouakchott            |
| 2010 | ASC Tevragh-Zeïna   | 3 – 0                 | FC Feu Mini         | Stade Olympique, Nouakchott            |
| 2011 | ASC Tevragh-Zeïna   | 2 – 0                 | ACS Ksar            | Stade Olympique, Nouakchott            |
| 2012 | ASC Tevragh-Zeïna   | 1 – 0                 | ASAC Concorde       | Stade Olympique, Nouakchott            |
| 2013 | ASC Nasr Zem Zem    | 1 – 0 (pr.)           | ASC Kédia           | Stade Olympique, Nouakchott            |
| 2014 | ACS Ksar            | 1 – 0                 | ASAC Concorde       | Stade Olympique, Nouakchott            |
| 2015 | ACS Ksar            | 3 – 1                 | ASC Tidjikja        | Stade Olympique, Nouakchott            |
| 2016 | ASC Tevragh-Zeïna   | 2 – 1 (pr.)           | ASAC Concorde       | Stade Olympique, Nouakchott            |
| 2017 | FC Nouadhibou       | atorgat               | ASC Tevragh-Zeïna   | Stade Cheikha Ould Boïdiya, Nouakchott |
| 2018 | FC Nouadhibou       | 1 – 1 (pr.; pen: 6–5) | Nouakchott King's   | Stade Cheikha Ould Boïdiya, Nouakchott |
| 2019 | ASC SNIM            | 1 – 0                 | ASC Kédia           |                                        |